# Anna Joy Springer
Anna Alegria Springer é uma autora, artista visual, professora e feminista norte-americana. Professora de escrita escrita na Universidade da Califórnia em San Diego, Springer foi agraciada com o Distinguished Teaching Award (2010) e o Chancellor's Associates Faculty Excellence Award for Visual Arts and Performance  (2013).

## Biografia
Springer passou seus primeiros anos em Merced, Califórnia, onde sua família criava aves. Springer estudou em escolas da Área da baía de São Francisco e fez amizade com Kathy Acker. Ela foi cantora das bandas de punk Blatz, O Gr'ups, e Cypher em Neve, percorrendo os EUA e a Europa. Springer também excursionou com o coletivo feminista Sister Spit.
Springer obteve seu mestrado em artes literárias pela Universidade de Brown em 2002. Ela é conhecida por seu trabalho na literatura experimental, incluindo os livros The Vicious Red Relic, Love (2011) e The Birdwisher  (2009).